# Ngựa Budyonny
Ngựa Budyonny là một giống ngựa có nguồn gốc từ Nga. Chúng được phát triển để với mục đích trở thành một giống ngựa quân sự sau cuộc Cách mạng Nga và hiện đang được sử dụng như một con ngựa đa năng và đóng vai trò ngựa kéo xe.

## Lịch sử
Budyonny được đặt theo tên Marshall Semyon Budyonny, một chỉ huy kỵ binh Bolshevik, người đã trở nên nổi tiếng trong cuộc Cách mạng Nga. Loài này được tạo ra bởi Budyonny, một nhà lai tạo ngựa nổi tiếng, vào đầu những năm 1920 ở vùng Rostov của Nga với ý định sản xuất một giống ngựa tốt để phục vụ cho kỵ binh để thay thế những con bị mất trong và sau Thế chiến I. Con ngựa kết quả được sử dụng bằng tiếng Nga các đơn vị kỵ binh trong Thế chiến II và sau đó.
Ngựa Budyonny được lai tạo từ một phép lai của Ngựa Don địa phương, ngựa Chernomor cái và ngựa Thoroughbred giống.
Vào những năm 1950, một thí nghiệm được thực hiện để đánh giá khả năng của giống Budyonny thích ứng với điều kiện khắc nghiệt mà không cần sự giúp đỡ của con người. Một số con ngựa đã được thả lỏng trên một hòn đảo lớn ở hồ Manych ở quận Rostov. Những con ngựa đã sống sót và phát triển mạnh, chứng minh rằng chúng có khả năng sống trong tự nhiên trong thời gian dài mà không cần sự giúp đỡ của con người.